# Côte de Saint-Ferréol
Die Côte de Saint-Ferréol ist ein 2,6 Kilometer langer Radsport-Anstieg, der durch die Tour de France zu größerer Bekanntheit gelangte. Sie verläuft meist auf der D629 und führt von Revel zu der kleinen Ortschaft Saint-Ferréol, die namensgebend für den Anstieg ist. Der höchste Punkt liegt auf 350 Metern Seehöhe.

## Lage und Streckenführung
Der Anstieg befindet sich in der Region Okzitanien im Département Haute-Garonne und führt in die westlichen Ausläufer der Montagne Noire, die Teil des Zentralmassivs sind. Am Fuße der Auffahrt liegt Revel, während Toulouse rund 60 Kilometer entfernt ist. Der höchste Punkt befindet sich neben dem Lac de Saint Ferréol.
Die Auffahrt beginnt in Revel an der Kreuzung aus D622 und D629, wobei man Letzterer in Richtung Südosten folgt. Die ersten 500 Meter verlaufen großteils flach, ehe die La Rigole de la Plaine überquert wird. Nun beginnt die Straße mit dem Verlassen des Ortsgebiets etwas stärker anzusteigen. Auf den letzten 1500 Metern weist die Côte de Saint-Ferréol eine mittlere Steigung von rund 6 % auf, wobei sie meist gerade verläuft und kaum Kurven beinhaltet.
Alternativ kann die Auffahrt auch über die kurvenreichere D151 erfolgen, die auf einer Länge von 2,5 Kilometern im Schnitt mit 5 % ansteigt.

## Radsport
Die Tour de France führte erstmals im Jahr 1990 über die Côte de Saint-Ferréol. Sie diente bereits damals als Schlussanstieg, ehe das Ziel der 15. Etappe in Revel erreicht wurde. Die Auffahrt wurde als Bergwertung der 3. Kategorie klassifiziert, wobei der Franzose Charly Mottet als Erster über die Kuppe fuhr und die Etappe nach einem Solo über 30 Kilometer mit einem Vorsprung von mehr als zwei Minuten gewann.
Fünf Jahre später wurde die Côte de Saint-Ferréol erneut in Kombination mit dem Finale von Revel befahren. Auch dieses Mal setzten sich die Ausreißer durch, wobei der Ukrainer Sergei Utchakov die Bergwertung gewann und sich im Anschluss im Zwei-Mann-Sprint um den Etappensieg vor Lance Armstrong durchsetzte. Bei den nachfolgenden Austragungen kehrte die Côte de Saint-Ferréol in regelmäßigen Abständen von fünf Jahren ins Programm der Tour de France zurück, wobei sich stets Fahrer aus den Ausreißergruppen durchsetzten. Im Jahr 2010 lancierte der Kasache Alexander Winokurow das Tempo im Anstieg, ehe er die Etappe nach einem Solo über sieben Kilometer gewann. Die Bergwertung sicherte sich damals jedoch der Italiener Alessandro Ballan.
Im Jahr 2013 wurde die Côte de Saint-Ferréol im Rahmen der 100. Austragung erstmals von der Nordseite befahren, wobei sie als Bergwertung der 4. Kategorie in der frühen Rennphase überquert wurde, ehe es über den Port de Pailhères zu einer Bergankunft in Ax-3 Domaines ging.
Die bislang letzte Befahrung erfolgte 2016 auf der klassischen Westauffahrt. Dabei sicherte sich der dreimalige Weltmeister Peter Sagan die Bergwertung, ehe er sich im Sprint um den Etappensieg dem Australier Michael Matthews geschlagen geben musste.
Im Jahr 2025 soll die Tour de France auf der 15. Etappe erneut über die Côte de Saint-Ferréol führen. Dabei dient die Westauffahrt als Tor in die Montagne Noire, wo mit der Côte de Sorèze (702 m) und dem Pas du Sant (610 m) zwei weitere Anstiege auf dem Programm stehen. Das Ziel befindet sich nach 169,3 Kilometern in Carcassonne.
| Jahr | Etappe     | Bergwertung  | Fahrer            | Auffahrt    |
| ---- | ---------- | ------------ | ----------------- | ----------- |
| 1990 | 15. Etappe | 3. Kategorie | Charly Mottet     | West (D629) |
| 1995 | 13. Etappe | 3. Kategorie | Sergei Utchakov   | West (D629) |
| 2000 | 11. Etappe | 3. Kategorie | Santiago Botero   | West (D629) |
| 2005 | 17. Etappe | 3. Kategorie | Paolo Savoldelli  | West (D629) |
| 2010 | 13. Etappe | 3. Kategorie | Alessandro Ballan | West (D629) |
| 2013 | 8. Etappe  | 4. Kategorie | Rudy Molard       | Nord (D151) |
| 2016 | 10. Etappe | 3. Kategorie | Peter Sagan       | West (D629) |
| 2025 | 15. Etappe | 3. Kategorie |                   | West (D629) |